# Meistriliiga (1999)
Meistriliiga 1999 była 9. edycją najwyższej klasy rozgrywkowej piłki nożnej w Estonii.
Brało w niej udział 8 drużyn, które w okresie od 14 kwiatnia do 27 października 1999 rozegrały 28 kolejek meczów. Obrońcą tytułu była Flora Tallinn. Mistrzostwo po raz pierwszy w historii zdobyła drużyna Levadia Maardu.

## Uczestniczące drużyny
| Uczestnicy poprzedniej edycji | Uczestnicy poprzedniej edycji | Uczestnicy poprzedniej edycji | Uczestnicy poprzedniej edycji |
| --- | ----------------------------- | ----------------------------- | ----------------------------- |
| FLO | Flora Tallinn                 | Tallinn                       | 1                             |
| SAD | Sadam Tallinn                 | Tallinn                       | 2                             |
| LAN | Tallinna FC Lantana           | Tallinn                       | 3                             |
| NVA | JK Narva Trans                | Narwa                         | 4                             |
| VTU | Viljandi Tulevik              | Viljandi                      | 5                             |
| TVM | Tallinna FC TVMK              | Tallinn                       | 6                             |
| LEL | Lelle SK                      | Tallinn                       | 8                             |
| po barażach |                               |                               |                               |
| JEP | Jõhvi Eesti Põlevkivi         | Tallinn                       | 7                             |
| Awans z Esiliigi |                               |                               |                               |
| LMA | Maardu FC Levadia             | Tallinn                       | 1                             |
| Oznaczenia: - kolumna pierwsza – skróty nazw drużyn, - kolumna trzecia – siedziba klubu, - kolumna czwarta – miejsce zajęte w poprzednim sezonie. |                               |                               |                               |

## Tabela
| Lp. | Drużyna                   | M  | Z  | R | P  | B+ | B– | +/– | Pkt | Kwalifikacja lub spadek                     |
| --- | ------------------------- | -- | -- | - | -- | -- | -- | --- | --- | ------------------------------------------- |
| 1   | Levadia Maardu (M, P)     | 28 | 23 | 4 | 1  | 77 | 12 | +65 | 73  | Liga Mistrzów UEFA • I runda kwalifikacyjna |
| 2   | Viljandi Tulevik          | 28 | 16 | 5 | 7  | 57 | 34 | +23 | 53  | Puchar Europy UEFA • runda kwalifikacyjna   |
| 3   | Flora Tallinn             | 28 | 13 | 8 | 7  | 60 | 33 | +27 | 47  | Puchar Europy UEFA • runda kwalifikacyjna   |
| 4   | Narva Trans               | 28 | 11 | 7 | 10 | 40 | 28 | +12 | 40  | Puchar Intertoto UEFA (2000)                |
| 5   | TVMK Tallinn              | 28 | 7  | 9 | 12 | 16 | 33 | −17 | 30  |                                             |
| 6   | Lantana Tallinn (W)       | 28 | 6  | 9 | 13 | 31 | 52 | −21 | 27  | wycofana                                    |
| 7   | Lelle (B, O, W)           | 28 | 5  | 9 | 14 | 25 | 45 | −20 | 24  | baraż o Meistriliiga, wycofana              |
| 8   | Jõhvi Eesti Põlevkivi (S) | 28 | 2  | 7 | 19 | 12 | 81 | −69 | 13  | spadek do Esiliiga                          |

1. ↑  Lantana Tallinn została rozwiązana(bankructwo), jej licencja została przejęta przez Lootus Kohtla-Järve.
2. ↑  Flora Tallinn zdecydowała się zastąpić Lelle SK FC Valga w swoim systemie klubów satelickich, Valga zastąpiła Lelle w Meistriliiga.

## Wyniki
| Gospodarz \ Gość      | JEP | FLO | LAN | LEL | LMA | NAR | TUL | TVM | JEP  | FLO | LAN | LEL | LMA | NAR | TUL | TVM |
| --------------------- | --- | --- | --- | --- | --- | --- | --- | --- | ---- | --- | --- | --- | --- | --- | --- | --- |
| Jõhvi Eesti Põlevkivi |     | 1–6 | 1–3 | 0–0 | 0–5 | 1–0 | 1–2 | 1–0 |      | 0–1 | 1–4 | 0–0 | 1–9 | 0–4 | 0–2 | 0–0 |
| Flora Tallinn         | 4–0 |     | 3–0 | 2–2 | 1–2 | 5–0 | 5–2 | 0–1 | 7–1  |     | 3–1 | 2–1 | 0–3 | 1–1 | 1–1 | 1–1 |
| Lantana Tallinn       | 0–0 | 3–3 |     | 1–1 | 0–1 | 1–1 | 1–3 | 2–0 | 1–1  | 3–2 |     | 0–0 | 1–3 | 0–2 | 1–2 | 0–0 |
| Lelle                 | 0–0 | 1–0 | 4–2 |     | 1–1 | 0–3 | 0–1 | 0–2 | 3–1  | 0–1 | 1–1 |     | 1–5 | 1–0 | 2–4 | 0–0 |
| Levadia Maardu        | 6–0 | 0–0 | 3–0 | 5–2 |     | 2–0 | 2–1 | -:+ | +:-  | 3–1 | 4–0 | 3–2 |     | 1–0 | 4–0 | 3–0 |
| Narva Trans           | 4–1 | 1–3 | 7–0 | 1–0 | 1–2 |     | 1–1 | 1–1 | 2–0  | 1–1 | 2–0 | 1–0 | 0–0 |     | 2–0 | 0–1 |
| Viljandi Tulevik      | 1–0 | 2–4 | 1–1 | 2–0 | 0–3 | 1–3 |     | 1–0 | 14–0 | 1–0 | 3–2 | 3–0 | 0–0 | 3–1 |     | 0–0 |
| TVMK Tallinn          | 0–0 | 1–1 | 0–2 | 3–0 | 0–3 | 0–0 | 0–4 |     | 3–1  | 0–2 | 0–1 | 1–3 | 0–4 | 2–1 | 0–2 |     |

1. ↑  Mecz 11. kolejki między Levadia Maardu a TVMK Tallinn anulowano. Zwycięstwo przyznano TVMK, ponieważ Levadia wystawiła zawieszonego gracza Sergei Pareiko. Mecz zakończył się wynikiem 5–0.
2. ↑  Mecz 28. kolejki między Levadia Maardu a Jõhvi Eesti Põlevkivi nie odbył się. Eesti Põlevkivi Jõhvi nie pojawiła się na boisku. Zwycięstwo przyznano Levadii.

## Baraż o Meistriliiga
Lelle wygrało 4-2 dwumecz z Lootus Kohtla-Järve drugą drużyną Esiliiga o miejsce w Meistriliiga na sezon 2000.
| Drużyna Esiliiga    | Wynik dwumeczu | Drużyna Meistriliiga | Pierwszy mecz | Drugi mecz |
| ------------------- | -------------- | -------------------- | ------------- | ---------- |
| Lootus Kohtla-Järve | 2:4            | Lelle                | 0:3           | 2:1        |

## Najlepsi strzelcy
| Bramki | Strzelcy              | Drużyna          |
| ------ | --------------------- | ---------------- |
| 19     | Toomas Krõm           | Levadia Maardu   |
| 18     | Andrei Krõlov         | Levadia Maardu   |
| 16     | Dmitri Ustritski      | Viljandi Tulevik |
| 15     | Vitali Leitan         | Lantana Tallinn  |
| 14     | Indrek Zelinski       | Flora Tallinn    |
| 13     | Maksim Gruznov        | Narva Trans      |
| 12     | Kristen Viikmäe       | Flora Tallinn    |
| 10     | Aleksandr Marašov     | Narva Trans      |
| 9      | Konstantin Kolbasenko | Levadia Maardu   |
| 8      | Indro Olumets         | Levadia Maardu   |

Źródło:

## Stadiony
| Flora Tallinn    | Flora Tallinn      |
| ---------------- | ------------------ |
| Stadion Kadriorg | Maarjamäe staadion |
|                  |                    |

| Jõhvi Eesti Põlevkivi |
| --------------------- |
| Jõhvi linnastaadion   |
|                       |

| Lelle TVMK Tallinn |
| ------------------ |
| Kehtna staadion    |
|                    |

| Narva Trans               |
| ------------------------- |
| Narva Kreenholmi staadion |
|                           |

| Levadia Maardu       |
| -------------------- |
| Maardu linnastaadion |
|                      |

| Lantana Tallinn |
| --------------- |
| Viimsi staadion |
|                 |

| Viljandi Tulevik       |
| ---------------------- |
| Viljandi linnastaadion |
|                        |

Źródło: